# گونسالس کاتن
گونسالس کاتن (به اسپانیایی: González Catán) شهری در کشور آرژانتین، استان بوئنوس آیرس است که در سال ۲۰۰۹ میلادی، حدود ۱۶۳٬۸۱۵ نفر جمعیت داشته است.